# Бел Фуш (Јужна Дакота)
Бел Фуш (енгл. Belle Fourche) град је у америчкој савезној држави Јужна Дакота.

## Демографија
По попису из 2010. године број становника је 5.594, што је 1.029 (22,5%) становника више него 2000. године.
| Група             | 2000.         | 2010.         |
| Белци             | 4.252 (93,1%) | 5.121 (91,5%) |
| Афроамериканци    | 7 (0,2%)      | 11 (0,2%)     |
| Азијати           | 15 (0,3%)     | 16 (0,3%)     |
| Хиспаноамериканци | 169 (3,7%)    | 230 (4,1%)    |
| Укупно            | 4.565         | 5.594         |